# Amasa Norcross

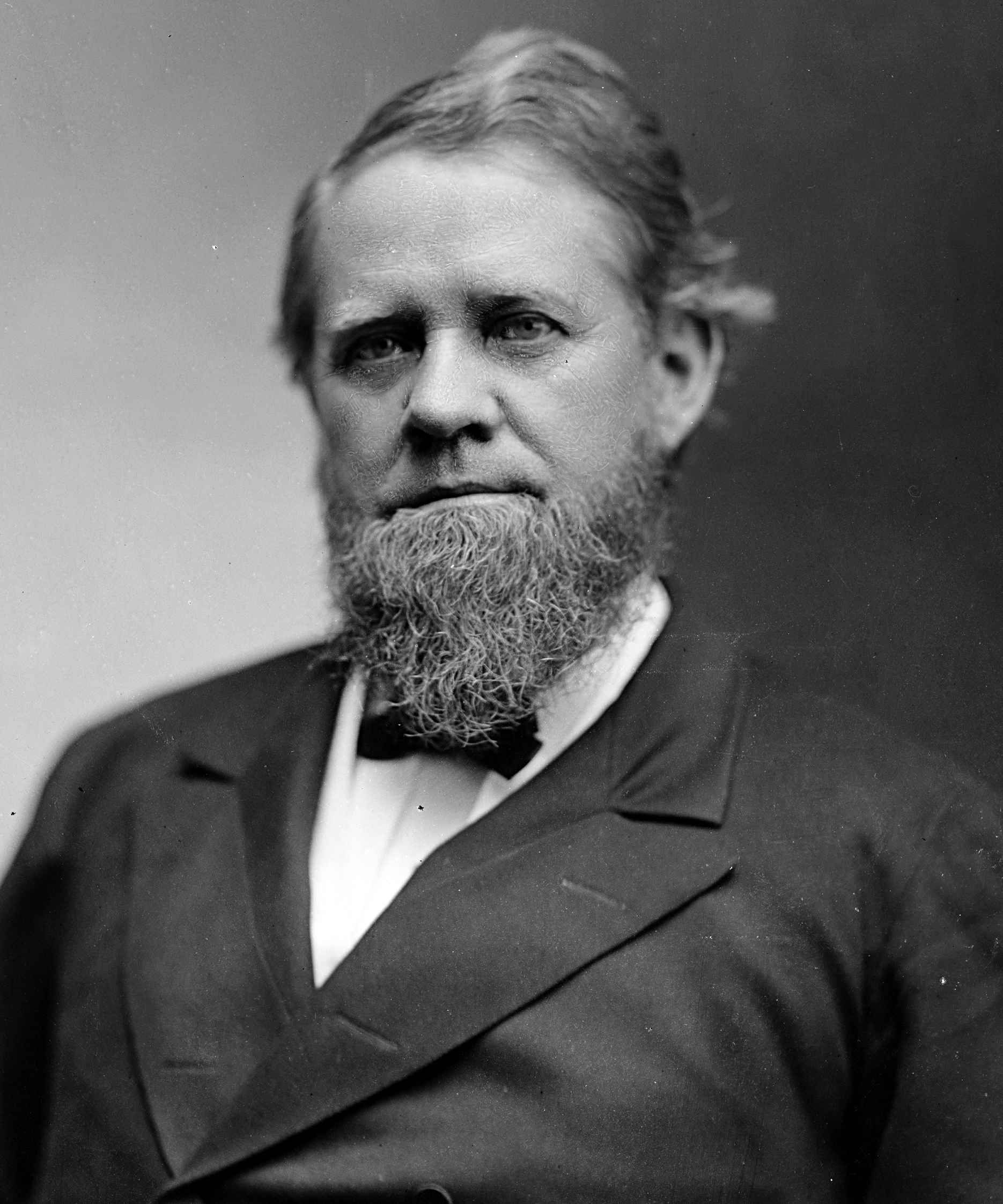
Amasa Norcross

Amasa Norcross (* 26. Januar 1824 in Rindge, Cheshire County, New Hampshire; † 2. April 1898 in Paris) war ein US-amerikanischer Politiker. Zwischen 1877 und 1883 vertrat er den Bundesstaat Massachusetts im US-Repräsentantenhaus.

## Leben
Amasa Norcross besuchte die öffentlichen Schulen seiner Heimat und die Appleton Academy. Nach einem anschließenden Jurastudium und seiner 1847 erfolgten Zulassung als Rechtsanwalt begann er in Worcester in diesem Beruf zu arbeiten. Später schlug er als Mitglied der Republikanischen Partei auch eine politische Laufbahn ein. In den Jahren 1858, 1859 und 1862 saß er als Abgeordneter im Repräsentantenhaus von Massachusetts. Zwischen 1862 und 1873 arbeitete er für die Steuerbehörde. Danach war er in den Jahren 1873 und 1874 Bürgermeister der Stadt Fitchburg. 1874 wurde er Mitglied des Staatssenats.
Bei den Kongresswahlen des Jahres 1876 wurde Norcross im zehnten Wahlbezirk von Massachusetts in das US-Repräsentantenhaus in Washington, D.C. gewählt, wo er am 4. März 1877 die Nachfolge von Julius Hawley Seelye antrat. Nach zwei Wiederwahlen konnte er bis zum 3. März 1883 drei Legislaturperioden im Kongress absolvieren. Im Jahr 1882 verzichtete er auf eine weitere Kandidatur. Nach dem Ende seiner Zeit im US-Repräsentantenhaus praktizierte Amasa Norcross wieder als Anwalt. Er starb am 2. April 1898 während eines Besuchs bei seiner Tochter, der Malerin Eleanor Norcross (1854–1923), in der französischen Hauptstadt Paris und wurde in Worcester beigesetzt.